# アレクサンドル・オパーリン
アレクサンドル・イヴァノヴィッチ・オパーリン（Алекса́ндр Ива́нович Опарин、Aleksandr Ivanovich Oparin、ユリウス暦1894年2月18日(グレゴリオ暦3月2日)－1980年4月21日）は、ソ連の生化学者。化学進化説の提唱者。

## 略歴
モスクワの北方、ヴォルガ川畔の町に3人兄弟の末子として生まれる。姉はフランスのナンシー大学医学部に学び故郷で医者に、兄は経済学者となり大学教授となった。オパーリン自身はモスクワ大学物理数学部自然科学科に入学、当時ツァーリの政治的圧迫から大学を去っていた植物生理学者クリメント・チミリャーゼフ（Kliment Timiryazev）に個人的に学んでいる。2月革命と10月革命の間に同大学を卒業、生化学者アレクセイ・バッハ（Aleksei Nikolaevich Bach）の下で生化学を研究に勤しむようになる（当時の主な研究は、植物の芽ばえに関連した呼吸色素・タンパク質代謝・酵素生成などについてであった）。
その後ドイツに留学し、ベルリン大学のカール・ノイベルク、ハイデルベルク大学のアルブレヒト・コッセル、ミュンヘン大学のリヒャルト・ヴィルシュテッターらに学んで帰国する。1929年モスクワ大学植物生理化学教授、1935年にバッハ名誉科学アカデミー生化学研究所の研究員となり、1946年からは同研究所の所長に就任している。また同年ソ連科学アカデミ一正会員、1953年に同幹部会員となった。
オパーリンは社会活動家としても活動しており、1950年にソビエト平和擁護委員会委員および世界平和評議会委員、1952年には世界科学者連盟副会長に就任するなど、平和運動に従事した。
1954年にはソビエト政治・科学知識普及協会理事会総裁となり、1955年ロシア共和国最高会議幹部会員にも選出されている。同年11月には日本生化学協会30年記念祭に招かれて来日し、各地で講演し大きな感銘を与えている。来日した際、講演以外に、東京大学、東京都立大学、名古屋大学、京都大学、大阪大学などで学者との討論、懇談などを行った。また、東大伝染病研究所、東大植物園、応用微生物研究所、厚生省予防衛生研究所、農林省食糧研究所、農業技術研究所、醸造試験所、徳川生物学研究所、野田醤油研究所およびその工場、流山アルコール工場、宇治茶業試験所、京都日本酒醸造所などを見学した。（岩波書店「生命の起源と生化学」参照）

## 研究業績
オパーリンの研究は、（1）生命の起源（2）細胞内酵素の作用 （3）工業生物化学に関して特に活発に行われた。
（1）については天文学・化学・地質学・生物学などの諸成果に基づき、地球上の生命が物質の特殊で複雑な運動形態であり、地球上の歴史の一定の時期に物質の必然的な発展の結果発生したものであり、その発生への過程は完全に物理的・化学的法則によって決定されたものであるとする説を初めて体系的に提起し、学界に大きな影響を与えた。
（2）については、細胞内での酵素作用は細胞構造と密接に関連して行われるもので、細胞外での作用とは異なるとする説を提起し、酵素としては特にカルボヒドラーゼについて研究を行っている。この研究は理論上のみならず栽培植物の糖分含有量・早熟・耐旱性などの解明にも役立ったとされている。
（3）の研究は1930年頃から行われ、植物を原料とする工業的生産物について、その製造工程には酵素の触媒作用が重要な役割を果たすとの認識に立ち、サトウダイコンの保存法やパン・茶・ぶどう酒・たばこなどの製造工程の生化学的基礎を研究し、生産の発展に大きく貢献した。

## 生命の起源
オパーリンは1920年頃、生命の起源について自説の本質部分を発表している。当時、最初の生命については自家栄養的好気性細菌（遊離酸素を使って無機物を酸化することでエネルギーを得、これを利用して二酸化炭素を還元して有機物を合成し、増殖していく微生物）というのが定説となっていたが、彼はその説を批判し、「他家栄養的嫌気性細菌こそ最初の生命である」と植物学会で述べている。
オパーリンは1923年、この問題に関し小冊子を出版した。さらに1936年には天文学・地学・生化学の研究成果を取り入れ、より充実した『生命の起源』を出版した。オパーリンの説による生命発生への経路は次の通りである。
原始地球内部で炭素と金属からカーバイドが生じ、それが噴出して大気中の過熱水蒸気と反応、最初の簡単な、しかし反応性に富む有機物（炭化水素）が大量に生成された。その相互間の、また過熱水蒸気やアンモニアとの反応により一連の低次の有機物質群が生成された。これが地球の冷却に伴い水蒸気が凝結した熱湯の雨に溶かされて地表に降り注ぎ、低次有機物質を含む海となり、この海洋中でタンパク質を含む複雑な高分子の有機物へと化合が進み、それらが集まってコロイド粒子ができ、周囲の媒質から独立し、原始的な物質代謝と生長を行うコアセルベート液滴ができた。このコアセルベートの進化と自然淘汰とによってやがて原始的有機栄養生物が発生し、ついで原始的無機栄養生物が発生した、というものである。
オパーリンはその後も研究を深め、1957年に『地球上の生命の起源』、1966年には『生命の起源－生命の生成と初期の発展』が出版された。66年版では、コアセルベートよりも複雑で整った機構を持つが、原始的生物よりは簡単な系「プロトビオント」について、その進化を論じている。この研究は新しい科学分野・宇宙生物学への道を開くものでもあった。